# Янушкевич, Иосиф Иосифович
Иосиф Иосифович Янушкевич (род. 7 марта 1959, Раков, Молодечненская область) — советский и белорусский литературовед, археограф, писатель. Лауреат премии имени Льва Сапеги (Варшава, 2007).
Брат Валериана Янушкевича и Феликса Янушкевича. Закончил БГУ (1981). Кандидат филологических наук (1987).
С 1985 года — научный сотрудник Института литературы АН Беларуси, одновременно с 1996 года заведующий отделом археографии Белорусского НИИ документоведения и архивного дела и с 1997 года заместитель редактора издательства «Белорусская библиотека». С 1999 года — заместитель председателя Археографической комиссии Комитета по архивам и делопроизводству при СМ Республики Беларусь. В 2006-2008 — трижды уволен с научной работы в Научно-исследовательском институте документоведения и архивного дела, а также Института литературы им. Янки Купалы Белорусской Академии наук. Автор более 400 публикаций, из них более десятка научных и художественных книг.
Исследует историю белорусской литературы и культуры XIX—XX века, белорусско-польские историко-литературные связи и культурные взаимоотношения XIX — начала XX века, жизнь и творчество деятелей белорусской литературы и культуры. Один из авторов «Истории белорусской литературы XX века» (Т.1, 1999). Впервые опубликовал оригинал «Пинской шляхты» В. Дунина-Марцинкевича (1984), «Письма из-под виселицы» К. Калиновского и документы о рождении и жизнь П. Багрима (1988), дневники В. Короткевича (1989) и минского архиепископа Михаила Голубовича (2003), мемуары П. Меделки (1993), «Завещание» А. Киркора (1998) и другие произведения. Составитель с текстологический подготовкой, автор предисловий и комментариев к «Произведениям» В. Дунина-Марцинкевича (1984) и Ф. Богушевича (1991), «Избранным произведениям» В. Ластовского (1997), сборнику «Дорогою столетий» (1994). Редактор, автор предисловия и послесловия, один из составителей и авторов комментариев книг А. Мицкевича «Пан Тадеуш, или Последний наезд на Литве» (1998) и Я. Коласа «Новая земля» (2002, обе на белорусском, польском и русском языках).